# 金属工学
金属工学（きんぞくこうがく）、冶金学（やきんがく、英語：metallurgy）とは、材料工学の一分野であるが量的には人工物の大部分を担う分野であり、金属の物理的・化学的な性質についての評価や新しい金属の研究開発を行う学問である。本来は鉱石から有用な金属を採取・精製・加工して、種々の目的に応じた実用可能な金属材料・合金を製造する、いわゆる冶金を範囲とする学問であり、冶金学の名もこれにちなんだものである。

## 概要
金属は、その化学成分や不純物原子といった原子レベルから、結晶粒度や偏析といったマイクロ・ミリメートルオーダーの変化が、物理的・化学的な性質を大きく変えることが知られている。金属工学の目的はこれらの諸性質の変化の原因を追求するとともに、その制御を行うことで必要とする性質を与えることにある。
金属工学・冶金学の抱える分野は、鉱石から金属を抽出する精錬とそのバックグラウンドである物理化学や電気化学、金属の性質を支配する結晶粒や組織を制御する金属組織学、金属の溶解や凝固挙動を研究・制御する鋳造工学、材料の接合を研究する溶接工学などがある。また、広義には選鉱学や金属の加工を含む。
各分野の概要を以下に示す。

### 精錬工学
精錬工学は、鉱物など金属の酸化物から純粋な金属に抽出する方法を研究する。抽出するためには、金属酸化物から金属にするために、物理化学的または電気化学的な方法で還元する。現在のチタンの抽出方法は高価なため、より安価な抽出方法を追求する研究がなされている。
金属精錬は水系溶媒の使用の有無や電気化学的に抽出するかどうかで以下のようにわけることができる。
乾式精錬（pyrometallurgy）
金属を加熱処理などにより金属を得る精錬。水系の溶液を使わない精錬一般を指す。鉄のコークスによる還元が代表例である。
湿式精錬（hydrometallurgy）
金属を水系溶液に浸漬するなどして抽出する精錬。
電気精錬（electrometallurgy）
金属を電気化学的な方法で抽出する精錬。銅の電解精錬やアルミニウムの溶融塩電解が代表例である。

### 結晶学・材料組織学
金属材料の性質はその原子レベルの不純物から、比較的大きい結晶粒や組織が大きく支配する。金属工学のうち材料のミクロな原子格子レベルの研究を行う分野が結晶学、比較的マクロな結晶粒や組成、組織を研究する分野が材料組織学である。
一例を挙げると、純金属は軟らかいため大部分の金属は鋼・黄銅・ジュラルミンのように合金の形で使用されるが、結晶学では合金元素の侵入に伴う格子のゆがみや転位を研究するのに対し、材料組織学では顕微鏡で観察できるような組織を研究する。
特に、鋼として知られる重要なFe-C二元系合金についてはよく研究されてきた。現在では、様々な合金の平衡状態図という合金設計のための地図が整備されてきている。

### 破壊力学・塑性力学
金属はプラスチックより耐熱性に優れ、大部分は硬く、セラミックスより強靭であるため、構造材料として多く使われている。この際、材料の信頼性を構築するために重要な事は、材料が破壊してしまわないことである。
更には、化石燃料を大気に開放するといった地球温暖化の弊害側面をリサイクルによって補える工業材料である。一定加重が負荷されている場合、短期的に見ると変形しない材料も、十年・二十年と長時間に渡る加重負荷の環境下では、次第に変形し破壊に至ることもある。
この様な金属の変形に関する現象の解明を金属工学では、ミクロ的に転位の移動による塑性変形に対象を当てて研究を行う（転位論）。

### 腐食防食学
金属は金・白金などの貴金属を除き、大抵は酸化物の状態が安定である。そのため、精錬（還元）された状態で使用される金属は酸化して酸化物に戻ろうとする。このようなプロセスを腐食という。
このような腐食が起こると、その金属に備わった機能が失われてしまう。腐食に関する工学が腐食・防食工学であり、物理化学的あるいは電気化学的な手法を用いて、腐食を防ぐ方法や腐食速度を出来る限り遅くさせる方法、腐食して使用できなくなるまでの時間（寿命）を見積もる方法、腐食がどのような条件で起こるかなどを研究している。

### 材料加工学
金属と金属をつなぐ技術である、溶接・接合やはんだなども取り扱う。また、効率の良い加工法を追求するために、凝固・鋳造・鍛造・粉体加工（粉末冶金）の新たなる加工プロセスが研究されている。

### 鉄鋼材料分野
鉄鋼材料は、現在でも全金属の消費量トン数割合で約95%を占めるほど重要な金属である。そのような鉄鋼材料の更なる強化、高耐食性、環境負担の少ない生産方法などを追求する研究がなされている。金属工学（冶金学）のうち、鉄鋼に関する分野を鉄鋼冶金と呼ぶことがある。

### 機能性金属材料の開発
金属工学の物理的評価・応用としては導電性や磁性がある。超伝導も扱っている。例えば、送電線、電線、集積回路の接合に使われるアルミニウムや銅、銀などの電子材料に応用されている。この技術は、金属の導電性を活用している。半導体材料ではほぼ100%に近い成分に添加する不純物の量を制御することによって性能を発揮させている。また、実用的な超伝導性物質を探索するために、日々新しい合金が作られている。
また、電気接点材料として銅、軽金属としてアルミニウム、チタン、マグネシウムが実用上重要な金属であり、研究も進められている。レアメタルに関する研究も進められている。新なる金属材料として、アモルファスや金属ガラスがある。

### 金属材料の評価手法
金属の評価のために、様々な測定法や測定機具が開発されている。代表的な測定法・測定機具には、引張試験、硬さ試験、X線回折、走査型電子顕微鏡、透過型電子顕微鏡、原子間力顕微鏡などがある。そして、原子レベルの挙動をシミュレーションするために、コンピュータを使用することもある。

## 金属工学の分野
- 結晶学
- 金属組織学
- 拡散
  - フィックの法則
- 平衡状態図
- 格子欠陥
  - 転位
  - 点欠陥
  - 照射損傷
- 力学特性
  - 塑性変形
  - 弾性変形
  - 高温変形
  - 疲労
  - 破壊
- 腐食
- 鉄鋼材料
- 非鉄材料
- 合金
- 導電性
- 磁性
- 金属電子論
- 超伝導
- 金属ガラス
- プロセス
  - 凝固
  - 鋳造
  - 鍛造
  - 粉体加工
  - 溶接・接合

## 名称
金属工学と似た学問分野の名称に金属学（金属物理学）があり、2つの学問の対象とする領域は一致する。異なるのは金属に対する姿勢であり、より工学的な発想に立ち目標の達成を目指す場合には金属工学を、より物理学的な発想に立ち、理論の構築などと言った自然の法則を追究する際には金属学を使う。しかし言葉の使用者の好みや、対置する他の学問分野の名称等にも左右されることが多く、明確な言葉の使い分けはなされていないと考えてよい。
大学の金属工学科は、初めは金属のみについて研究していたが、次第にセラミックスや半導体材料など非金属も扱うようになり、対象領域が拡大していった。そのため、近年では大学の学科名が金属工学科から材料工学科と改称されることが多くなった。
なお、金属を制御することを意味する冶金という言葉は、日本においては「冶」の字が当用漢字外となったことから、制限漢字表である当用漢字の制定以降は金属学への言い換えの他、「や金」のような交ぜ書きがなされるようになった。現在でも「冶」は教育漢字はおろか、常用漢字にも含まれないために初等・中等教育では忌避される。しかしながら、中国などではこの用法は圧倒的に多く、日本でも日本冶金や粉末冶金協会、冶金研究所(日立金属の研究部門名称）などが見受けられ、考古学系での記述など多く使われており、漢字文化圏の用法としてはこちらが主流である。

## 歴史
人類が金属を利用し始めた当初は、自然銅や自然金などの天然に存在する鉱石をそのまま、あるいはわずかに加工して装飾用などに使用されるにとどまっていた。やがて紀元前6000年期には中東で銅の精錬が開始され、やや時代が下ると中国やアメリカ大陸でも精錬が開始された。銅精錬はそれほど高い技術を必要としないため、伝播だけではなく、アメリカ大陸にみられるように各所で独自に開発されたものも多いと考えられている。次いで紀元前3000年期には錫と銅の合金である青銅の製造技術が中東で開発された。青銅は銅よりも強靭であり、さらに加工も容易であったため、石に代わって青銅が中心素材となり、青銅器時代の幕が開いた。
次いで鉄の精練が行われるようになったが、鉄は融点が非常に高いため技術開発が難しく、各地で製法が発見された銅や青銅と異なり、世界でただ1度だけの発明であった可能性が高いと考えられている。鉄の利用が本格化するのは紀元前1400年ごろのヒッタイトにおいて炭を使って鉄を鍛造することにより鋼の製造に成功してからである。紀元前1190年頃にヒッタイトが滅亡すると、製鉄技術は近隣諸国に伝播し、さらに遠方へと伝わっていった。また、これにより青銅器よりさらに強靭な鉄器を中心とする鉄器時代が幕を開けた。
16世紀にはドイツにゲオルク・アグリコラが現れ、『デ・レ・メタリカ（De re metallica）』を著わして精錬や冶金などの技術を記録した。
18世紀に入ると、イギリスで徐々に製鉄法の改善が始まった。まず1709年にエイブラハム・ダービー1世がコークス製鉄法を開発し、1740年代にはベンジャミン・ハンツマンによって少量だが良質の鋼鉄が作られるようになり、1784年にはヘンリー・コートが攪拌精錬法を発明して良質の錬鉄が大量に生産できるようになった。1855年にはヘンリー・ベッセマーが転炉法を発明し、鋼鉄の大量生産が可能となった。19世紀中盤にはアルミニウムなど新しい金属の利用が始まったほか、1882年のマンガンを皮切りにさまざまな金属を鋼鉄と混合させる特殊鋼の開発が始まった。